# Город Архангельск (линейный корабль, 1735)
«Город Архангельск» — парусный линейный корабль Балтийского флота Российской империи, участник русско-шведской войны 1741—1743 годов.

## Описание судна
Представитель серии парусных 54-пушечных линейных кораблей типа «Пётр II», строившихся с 1724 по 1768 год на верфях Архангельска и Санкт-Петербурга. Всего в рамках серии было построено девятнадцать линейных кораблей.
Длина корабля составляла 43,6 метра, ширина — 11,6 метра, а осадка — 5,1 метра. Вооружение судна составляли 54 орудия, включавшие восемнадцати-, восьми- и четырёхфунтовые пушки, а экипаж состоял из 440 человек.

## История службы
Линейный корабль «Город Архангельск» был заложен на Соломбальской верфи 2 (13) июня 1734 года и после спуска на воду 22 июня (3 июля) 1735 года вошёл в состав Балтийского флота России. Строительство вёл корабельный мастер в ранге капитан-командора Ричард Козенц.
В том же 1735 году корабль совершил переход из Архангельска в Кронштадт. В 1736 году в составе кронштадтской эскадры совершал плавания между Красной Горкой и мысом Стирсудден, а в 1740 году выходил в практическое плавания в составе эскадры в Финский залив к Берёзовым островам, а затем до Ревеля.
Принимал участие в русско-шведской войне 1741—1743 годов. Летом 1741 года находился в составе эскадры, стоявшей на Кронштадтском рейде, затем до 10 (21) ноября использовался для защиты Кронштадта с моря на Северном фарватере. С июня по сентябрь следующего 1742 года выходил в крейсерские плавания в Финский залив в составе эскадры, однако в активных боевых действиях участия не принимал. 3 (14) апреля 1743 года корабль в составе эскадры контр-адмирала Я. С. Барша ушёл из Ревеля в крейсерское плавание в Финский залив, а с 7 (18) по 8 (19) июня принял участие в перестрелках с кораблями шведского флота у Гангута. 21 августа (1 сентября) корабль вернулся в Ревель, после чего совершил переход в Кронштадт.
С 1744 по 1748 год корабль принимал участие в практических плаваниях в Финском заливе и Балтийском море в составе эскадр. В 1746 году ходил также до Рогервика.
В 1749 году «Город Архангельск» был разобран в Кронштадте.

## Командиры корабля
Командирами линейного корабля «Город Архангельск» в разное время служили:
- капитан полковничьего ранга А. И. Полянский (1735 год)[7];
- капитан полковничьего ранга Т. Стокс (1736 год)[комм. 5][11];
- капитан полковничьего ранга А. В. Дмитриев-Мамонтов (1740 год)[12];
- капитан С. Г. Малыгин (1741—1743 годы)[13];
- лейтенант майорского ранга А. Анхворов (1744 год)[14];
- капитан-лейтенант А. Соймонов (1746 год)[15];
- лейтенант М. Колударов (1747—1748 годы)[16].

### Комментарии
1. ↑  Также в серию входили линейные корабли «Пётр Второй»(головной корабль проекта), «Выборг», «Новая Надежда», «Северная Звезда», «Азов», «Астрахань», «Святой Андрей», «Кронштадт», «Святой Пантелеймон», «Святой Исаакий», «Святой Николай», «Шлиссельбург», «Азия», два корабля «Нептунус» 1736 и 1758 годов постройки, два корабля «Варахаил» 1749 и 1752 годов постройки и корабль «Город Архангельск» 1761 года постройки.
2. ↑  143 фута.
3. ↑  38 футов.
4. ↑  16 футов 7 дюймов.
5. ↑  Настоящее имя Thom Stokes, в русской транслитерации также использовалось имя Штокс.